# Шемазе
Шемазе (фр. Chemazé) насеље је и општина у западној Француској у региону Лоара, у департману Мајен која припада префектури Шато Гонтје.
По подацима из 2011. године у општини је живело 1359 становника, а густина насељености је износила 35,26 становника/km². Општина се простире на површини од 38,54 km². Налази се на средњој надморској висини од 87 метара (максималној 91 m, а минималној 38 m).

## Демографија
| 1962. | 1968. | 1975. | 1982. | 1990. | 1999. | 2011. |
| ----- | ----- | ----- | ----- | ----- | ----- | ----- |
| 889   | 1.050 | 1.026 | 1.027 | 1.015 | 1.019 | 1.359 |

График промене броја становника у току последњих година